# Pablo Lara
Pablo Emiliano Lara Nevarez (Tijuana, Baja California, 29 de junio de 2005) es un futbolista mexicano. Se desempeña como portero y actualmente juega en el Club Universidad Nacional de la Liga MX.

## Trayectoria

### Club Universidad Nacional

#### Inferiores
Pablo Lara llegó a las fuerzas básicas del Club Universidad Nacional en 2019, proveniente de Tijuana. Inicialmente, se integró a la Sub-15, donde rápidamente destacó, consiguiendo avanzar dentro de las categorías inferiores del club.
Obtuvo su primer título en el torneo Apertura 2023 de la Liga MX Sub-18, donde fue parte del equipo que ganó la final por 1-0 contra Rayados. Este logro lo llevó a jugar con la Sub-23 y eventualmente ser considerado para el primer equipo.

#### Primer Equipo
A pesar de haber sido considerado por Gustavo Lema como suplente para algunos partidos del Torneo Apertura 2024, no debutó en Primera División sino hasta el 12 de enero de 2025 en la jornada 1 del Torneo Clausura, debido a las bajas de Julio González y Gil Alcalá del plantel por ser protagonistas de una pelea. En este partido los Pumas vencieron por 2-1 a Club Necaxa, con Lara atajando 7 disparos para defender la zaga universitaria.
Se perfilaba para ser el nuevo titular, pero la llegada del español Alex Padilla le obligó a permanecer en la banca a partir de la jornada 6 del torneo. 

## Selección Nacional
Debido a su buen rendimiento con la sub-18 de pumas, Andrés Lillini lo convocó a la selección mexicana sub-20, con la que debutó el 27 de julio de 2024 en la jornada 3 de la fase de grupos del campeonato sub-20 de la Concacaf, en un empate 1-1 contra Panamá. Posteriormente, México se coronó campeón del torneo.
También formó parte de la selección sub-20 que campeonó en el Torneo del Sol 2024.

## Estadísticas
Actualizado al último partido disputado el 10 de junio de 2025.

### Clubes
| Club          | Div.          | Temporada     | Liga  | Liga  | Liga | Copas Nacionales | Copas Nacionales | Copas Nacionales | Copas Internacionales | Copas Internacionales | Copas Internacionales | Total | Total | Total |
| Club          | Div.          | Temporada     | Part. | G. R. | V.I. | Part.            | G. R.            | V.I.             | Part.                 | G. R.                 | V.I.                  | Part. | G. R. | V.I.  |
| ------------- | ------------- | ------------- | ----- | ----- | ---- | ---------------- | ---------------- | ---------------- | --------------------- | --------------------- | --------------------- | ----- | ----- | ----- |
| Pumas UNAM    | 1.ª           | Clausura 2025 | 7     | 9     | 2    | 0                | 0                | 0                | 0                     | 0                     | 0                     | 7     | 9     | 2     |
| Pumas UNAM    | Total Club    | Total Club    | 7     | 9     | 2    | 0                | 0                | 0                | 0                     | 0                     | 0                     | 7     | 9     | 2     |
| Total Carrera | Total Carrera | Total Carrera | 7     | 9     | 2    | 0                | 0                | 0                | 0                     | 0                     | 0                     | 7     | 9     | 2     |

### Selección nacional
| Selección     | Año           | Amistosos | Amistosos | Amistosos | CONCACAF | CONCACAF | CONCACAF | Mundial | Mundial | Mundial | Total | Total | Total |
| Selección     | Año           | Part.     | G. R.     | V.I.      | Part.    | G. R.    | V.I.     | Part.   | G. R.   | V.I.    | Part. | G. R. | V.I.  |
| ------------- | ------------- | --------- | --------- | --------- | -------- | -------- | -------- | ------- | ------- | ------- | ----- | ----- | ----- |
| Sub-20 México | 2024          | 1         | 2         | 0         | 2        | 1        | 0        | 0       | 0       | 0       | 3     | 3     | 0     |
| Sub-20 México | Total         | 1         | 2         | 0         | 2        | 1        | 0        | 0       | 0       | 0       | 3     | 3     | 0     |
| Sub-23 México | 2025          | 2         | 6         | 0         | 0        | 0        | 0        | 0       | 0       | 0       | 2     | 6     | 0     |
| Sub-23 México | Total         | 2         | 6         | 0         | 0        | 0        | 0        | 0       | 0       | 0       | 2     | 6     | 0     |
| Total Carrera | Total Carrera | 3         | 8         | 0         | 2        | 1        | 0        | 0       | 0       | 0       | 5     | 9     | 0     |

## Palmarés

### Clubes
| Título                  | Club                  | Año  |
| ----------------------- | --------------------- | ---- |
| Liga MX Sub-18 Apertura | C. U. Nacional Sub-18 | 2023 |

### Selección
| Título                           | Club                      | Año  |
| -------------------------------- | ------------------------- | ---- |
| Torneo del Sol                   | Selección mexicana sub-20 | 2024 |
| Campeonato sub-20 de la Concacaf | Selección mexicana sub-20 | 2024 |